# 峨嵋蓟
峨嵋蓟（学名：Cirsium fangii）是菊科蓟属的植物，是中国的特有植物。分布于四川等地，生长于海拔2,350米的地区，多生在山坡草地，目前尚未由人工引种栽培。